# Slezské Pavlovice
Slezské Pavlovice (auparavant : Německé Pavlovice ; en allemand : Deutsch Paulowitz) est une commune du district de Bruntál, dans la région de Moravie-Silésie, en République tchèque. Sa population s'élevait à 202 habitants en 2021.

## Géographie
Slezské Pavlovice se trouve à 10 km à l'est de Prudnik (Pologne), à 40 km au nord-nord-est de Bruntál, à 68 km au nord-ouest d'Ostrava et à 234 km à l’est-nord-est de Prague.
La commune est limitée par la Pologne à l'ouest, au nord et à l'est, et par Osoblaha et Hlinka au sud.

## Histoire
La première mention écrite de la localité date de 1267.

## Transports
Par la route, Ryžoviště se trouve à 14 km de Prudnik, à 57 km de Bruntál, à 85 km d'Ostrava et à 297 km de Prague.